# Pic à ventre jaune
Veniliornis dignus
Espèce
Statut de conservation UICN

 LC  : Préoccupation mineure
Le Pic à ventre jaune (Veniliornis dignus) est une espèce d'oiseau de la famille des Picidae.
On le trouve en Colombie, en Équateur, au Pérou et au Venezuela. Son habitat naturel se compose de forêts tropicales humides.